# Powstanie chłopskie w lądzkich dobrach cystersów
Powstanie chłopskie w Wielkopolsce – bunt ludności chłopskiej w lądzkich dobrach zakonu cystersów, spowodowany wzrostem ciężarów feudalnych, mający miejsce w czerwcu 1651 roku.
Przyczyną wybuchu buntu była zarówno pogarszająca się sytuacja ekonomiczna warstwy chłopskiej i wzrost wyzysku feudalnego, jak i bezpośrednio nałożenie przez opata Jana Zapolskiego na chłopów w dobrach klasztornych nowych powinności przeznaczonych na przebudowę gotyckiego kościoła w Lądzie w stylu barokowym. Chłopi dodatkowo zostali podburzeni do buntu przez Piotra Grzybowskiego, jednego z wysłanników Bohdana Chmielnickiego, którzy próbowali wzniecić powstania chłopskie w różnych częściach kraju celem odciążenia powstania kozackiego.
Organizatorzy powstania wyznaczyli punkty zborne powstańców we wsiach Ciążeniu, Kowalewie, Jaroszynie, Lądku i Woli Lądzkiej na czas wkrótce po wyruszeniu miejscowej szlachty przeciw Chmielnickiemu. Wybuch został jednak przyśpieszony z chwilą aresztowania jednego z powstańców, Wojciecha Kułakowskiego, którego torturami w Kaliszu zmuszono do wyjawienia planów spiskowców. W związku z tym przywódcy powstania na miejsce koncentracji wyznaczyli umocniony obóz koło Królikowa. Buntownikom udało się zgromadzić od 800 do 2000 ludzi, którzy podejmowali z obozu napady na okoliczne dwory i majątki.
Do tłumienia powstania opatowi Zapolskiemu biskup poznański Kazimierz Florian Czartoryski przysłał 200 żołnierzy, a Karol Ferdynand Waza 300 dragonów. Do bitwy doszło 24 czerwca 1651 roku, a wojska Zapolskiego całkowicie rozbiły obóz powstańców chłopskich. Przywódcy powstania zostali ujęci, a następnie straceni, natomiast większość szeregowych powstańców zbiegła.
Było to największe w dziejach Wielkopolski powstanie chłopskie.